# Juhász Gyula (szobrász, 1876–1913)
Juhász Gyula (Eger, 1876. április 13. – Újpest, 1913. január 6.) magyar szobrász, éremművész.

## Életpályája
1891–1893 között az Iparrajziskola növendéke volt, majd 1895-től segédnek állt egy épületszobrászati műhelybe, később a Beschorner-féle ércöntödébe. Idővel egyre rendszeresebben látogatta Vasadi Ferenc mintázótanfolyamát, s tehetségével hamar felkeltette Telcs Ede figyelmét, aki mellett 1901-től kisplasztikát és éremművészetet tanult. Az Országos Képzőművészeti Tanács Ferenc József-ösztöndíjával három évig Edmund von Hellmer bécsi szobrász tanítványa volt a császárváros képzőművészeti akadémiáján. 1906-tól már önálló tárlatokkal is megjelent, többnyire a Műcsarnokban. Budapestre visszatérve ismét Telcs Ede mellett dolgozott, majd 1911-ben firenzei tanulmányúton járt. Hazatérve a főváros újonnan nyílt Százados utcai művésztelepére költözött, ahol immár saját műteremmel is rendelkezett.

## Művei

### Szobrok
- Női akt v. Éva (1909)
- Gladiátor

### Plakettjei
- Húsipari kiállítás (1907)
- Szilágyi Dezső (1908)
- Balesetügyi Kiállítás (1910)